# Club Bàsquet Mollet
El Club Bàsquet Mollet es un equipo español de baloncesto fundado en 1943. Tiene su sede en Mollet del Vallés (Barcelona).

## Historia
El Club Bàsquet Mollet fundado el 5 de octubre de 1943, participó dos años en la primera división del baloncesto español (actual ACB) en las temporadas 1978-1979 y 1979-1980, actualmente compite en Tercera FEB española, (antes Liga EBA).
· En la temporada 2016-2017 quedó primero del grupo C-B de la liga regular, participando en la fase final que se disputó en la ciudad de Santander, quedando tercero del grupo 3, y sin posibilidad alguna de poder obtener una plaza de ascenso a LEB Plata.
· En la temporada 2020/2021 quedó primer clasificado del Grupo C4 de la liga regular EBA con la significativa que durante toda la liga regular fue el único equipo español de todas las competiciones masculinas que no perdió ningún partido, 12 de 12.
En las fases de ascenso a LEB Plata que se juego en la población de Salou, el CB Mollet estaba encuadrado en el Grupo 2, quedando segundo y con opciones a obtener una plaza a la categoría superior, que actualmente (mayo de 2021) está a la espera de ser confirmada. La clasificación final de todos los equipos de la categoría EBA de todos los grupos nacionales, el DM Group CB Mollet quedó clasificado en sexta posición de España.
En la primera temporada en la Liga LEB Plata 2021-2022, se clasificó en octava posición, posición que le dio acceso a jugar las fases de ascenso a LEB Oro contra el Hereda Club Ourense, y en el cual en los dos partidos que se disputaron el CB Mollet no pudo vencer al Ourense.

## Denominaciones
- Recambios Gaudí C.B. Mollet (2007-2020)
- DM Group Mollet (2020-2021)
- Recambios Gaudí C.B. Mollet (2021-2023)
- DM Group Mollet (2023-)

## Trayectoria
| Temporada | Nivel | División       | Pos. | Postemporada              | TR     | PO       | Copa         | Copa |
| --------- | ----- | -------------- | ---- | ------------------------- | ------ | -------- | ------------ | ---- |
| 1978-79   | 1     | 1.ª División   | 10.º | Descenso                  | 5-17   | –        | Copa del Rey | OF   |
| 1979-80   | 1     | 1.ª División   | 12.º | Descenso                  | 1-2-19 | –        | Copa del Rey | OF   |
|           |       |                |      |                           |        |          |              |      |
| 1992-93   | 3     | 2.ª División   | –    | Ascenso                   | –      | –        | –            | –    |
| 1993-94   | 2     | 1.ª División   | 4.º  | 20.º                      | 19-11  | –        | –            | –    |
| 1994-95   | 2     | Liga EBA       | 7.º  | –                         | 13-13  | –        | –            | –    |
| 1995-96   | 2     | Liga EBA       | 3.º  | Fase clasificación (4.º)  | 19-11  | (2-1)0-6 | –            | –    |
| 1996-97   | 3     | Liga EBA       | 14.º | Descenso                  | –      | –        | –            | –    |
| 1997-07   | –     | –              | –    | –                         | –      | –        | –            | –    |
| 2007-08   | 6     | Copa Catalunya | 1.º  | Fase final (1.º)/ Ascenso | –      | 2-0      | –            | –    |
| 2008-09   | 5     | Liga EBA       | 15.º | –                         | 8-22   | –        | –            | –    |
| 2009-10   | 4     | Liga EBA       | 7.º  | –                         | 12-12  | –        | –            | –    |
| 2010-11   | 4     | Liga EBA       | 5.º  | –                         | 17-13  | –        | –            | –    |
| 2011-12   | 4     | Liga EBA       | 9.º  | –                         | 13-15  | –        | –            | –    |
| 2012-13   | 4     | Liga EBA       | 9.º  | Descenso                  | 16-14  | –        | –            | –    |
| 2013-14   | 5     | Copa Catalunya | 6.º  | –                         | 17-13  | –        | –            | –    |
| 2014-15   | 5     | Copa Catalunya | 3.º  | Fase final (3.º)/ Ascenso | 19-11  | 2-2      | –            | –    |
| 2015-16   | 4     | Liga EBA       | 4.º  | –                         | 20-8   | –        | –            | –    |
| 2016-17   | 4     | Liga EBA       | 1.º  | Fase final (9.º)          | 22-4   | 1-2      | –            | –    |
| 2017-18   | 4     | Liga EBA       | 6.º  | –                         | 15-11  | –        | –            | –    |
| 2018-19   | 4     | Liga EBA       | 3.º  | –                         | 19-7   | –        | –            | –    |
| 2019-20   | 4     | Liga EBA       | 3.º  | –                         | 14-7   | –        | –            | –    |
| 2020-21   | 4     | Liga EBA       | 1.º  | Fase final (6.º)/ Ascenso | 12-0   | (1-0)3-1 | –            | –    |
| 2021-22   | 3     | LEB Plata      | 8.º  | Octavos final (16.º)      | 12-14  | 0-2      | –            | –    |
| 2022-23   | 3     | LEB Plata      | 14.º | Descenso                  | 5-21   | –        | –            | –    |
| 2023-24   | 4     | Liga EBA       | 2.º  | Fase final (13.º)         | 22-4   | 1-3      | –            | –    |
| 2024-25   | 4     | Tercera FEB    | 1.º  | Fase final (14.º)         | 21-5   | 0-3      | –            | –    |

## Εquipos
Equipos de la temporada 2024/2025
| Equipos Masculinos | Categoría             | Equipos femeninos | Categoría       |
| ------------------ | --------------------- | ----------------- | --------------- |
| Senior A           | Tercera FEB           | Senior A          | 1.ª Territorial |
| Senior B           | C.C. 1.ª Categoría    | Senior B          | 2.ª Territorial |
| Senior C           | 1.ª Territorial       | Junior A          | C.C. Nivel A    |
| Senior D           | 3.ª Territorial       | Junior B          | C.T. Promoción  |
| Junior A           | C.C. Interterritorial | Pre-Infantil      | C. Territorial  |
| Junior B           | C.C. Nivel A          | Mini              | C. Territorial  |
| Junior C           | C.T. U-17 1.º Año     |                   |                 |
| Junior D           | C.C. Nivel B          |                   |                 |
| Cadet A            | C.C. Interterritorial |                   |                 |
| Cadete B           | C.T. Promoción        |                   |                 |
| Cadete C           | C.C. 1º Año           |                   |                 |
| Infantil A         | C.C. Interterritorial |                   |                 |
| Infantil B         | C.T. Promoción        |                   |                 |
| Infantil C         | C.C. 1.º Año          |                   |                 |
| Pre-Infantil A     | C. Territorial        |                   |                 |
| Mini B             | C. Territorial        |                   |                 |
| Mini C             | C.T. 1.º Año          |                   |                 |
| Pre-Mini A         | C. Territorial        |                   |                 |
| Pre-Mini B         | C.T. 1.º Año          |                   |                 |
| Deporte adaptado   |                       |                   |                 |

1. Archivo fotográfico Club Basquet Mollet

## Junta Directiva 2022 / 2028
President: Carlos Núez
Secretària: Dolors Mármol
Tresorer: Maxi Pérez
Vicepresident: Ramon Denuc
Vocals:
Maria Carme Compte
Oscar Recio
Joaquim Ejarque
Victor Mas
Emili Lázaro
Germán Llanguas